# Blagota Sekulić
Blagota Sekulić (Podgorica, Montenegro; 14 de marzo de 1982
) es un exjugador y entrenador de baloncesto montenegrino que actualmente ejerce de entrenador asistente en el UCAM Murcia CB de la Liga Endesa.

## Trayectoria

### Como jugador
En su carrera profesional, formó parte del Buducnost Podgorica durante cuatro temporadas y una temporada del Partizan Belgrado con los que ganó cuatro campeonatos de la Liga de Baloncesto Yugoslava.
En 2003, se marcha a Grecia para jugar durante cuatro años, formando parte de los equipos de AEK Atenas BC, Maroussi Atenas y PAOK Salónica.
En 2006, firma por el Real Madrid de la Liga ACB, en el que juega durante dos temporadas.
En la temporada 2008-09, regresa a Grecia para jugar en el Aris Salónica BC.
En la temporada 2009-2010, firma por el Alba Berlín de la Basketball Bundesliga y la temporada siguiente jugaría la Lega Basket Serie A con Gruppo Triboldi Basket.
En la temporada 2011-12, regresa a España y firma por CB Murcia una temporada y al terminar su contrato, se compromete otras dos temporadas con Club Baloncesto Canarias.
En febrero de 2014, firmó con el club turco del Fenerbahçe Ülkerspor para el resto de la temporada 2013-14, pero en verano de 2014 regresa a Tenerife para jugar otras dos temporadas con Club Baloncesto Canarias.
El 14 de julio de 2016, firmó con el Baloncesto Fuenlabrada, en el que jugó dos temporadas.
El 17 de septiembre de 2018, firmó un contrato de un año con Delteco GBC de la Liga ACB, retirándose al terminar la temporada.

### Como entrenador
Tras la temporada 2018-19 anunció su retirada para incorporarse al cuerpo técnico de la selección de Montenegro y comenzar su formación como entrenador a través de la Federación Española de Baloncesto (FEB).
El 28 de julio de 2022, firma como entrenador ayudante de Sito Alonso en el UCAM Murcia CB de la Liga Endesa.

## Clubs

### Como jugador
- Buducnost Podgorica (1998-2002)
- Partizan Belgrado (2002-2003)
- AEK Atenas BC (2003-2004)
- Maroussi Atenas (2004-2006)
- PAOK Salónica  (2006-2007)
- Real Madrid (2006-2008)
- Aris Salónica BC (2008-2009)
- Alba Berlín (2009-2010)
- Gruppo Triboldi Basket (2010-2011)
- CB Murcia (2011-2012)
- Club Baloncesto Canarias (2012-2014)
- Fenerbahçe Ülkerspor (2014)
- Club Baloncesto Canarias (2014-2016)
- Baloncesto Fuenlabrada (2016-2018)
- Delteco GBC (2018-2019)

### Como entrenador
- UCAM Murcia CB (asistente) (2022-Actualidad)

## Palmarés

### Como jugador
- 1998-99, 1999-00, 2000-01 YUBA. SCG. Buducnost Podgorica. Campeón.
- 2000-01, 2001-02 Copa de Yugoslavia. Buducnost Podgorica. Campeón.
- 2002-03 YUBA. SCG. Partizan Belgrado. Campeón.
- 2006-07 ULEB Cup. Real Madrid. Charleroi. Campeón.
- 2006-07 ACB. Real Madrid. Campeón.
- 2008-09. ALBA Berlín (Alemania). Copa. Campeón